# Ducado de San Juan
El ducado de San Juan fue un título nobiliario español creado el 1 de enero de 1640 por el rey Felipe IV, con la denominación de «duca di San Giovanni», en Italia, pero con reconocimiento en España y G.E., a favor de Ignacio de Moncada y de la Cerda.
El 31 de diciembre de 1921, se solicitó la rehabilitación de este título, sin ningún éxito. El 15 de marzo de 1984 volvió a solicitarse, esta vez por parte de Alfonso de la Cierva y Moreno, IV conde de Ballobar, sin que hasta el momento se haya rehabilitado, ni a su favor, ni a favor de ningún otro que pudiera tener algún derecho al título. Por lo que actualmente, es simplemente un título histórico, y con la legislación actual en vigor sin posibilidad de ser rehabilitado.

## Duques de San Juan
|                        | Titular                          | Periodo                |
| Creación por Felipe IV | Creación por Felipe IV           | Creación por Felipe IV |
| ---------------------- | -------------------------------- | ---------------------- |
| I                      | Ignacio de Moncada y de la Cerda | 1640- ?                |

## Historia de los Duques de San Juan
- Ignacio de Moncada y de la Cerda, I duque de San Juan.